# La Volonté
Pour plus de détails, voir Fiche technique et Distribution.
La Volonté (العزيمة) est un mélodrame musical égyptien réalisé par Kamal Selim (ar) et sorti en 1939.
Il figure dans la liste des 100 meilleurs films égyptiens, mise au point en 1996 par un ensemble de critiques. 

## Synopsis
Un jeune couple, Mohamed et Fatima, tombe amoureux et se marie. Cependant, leur bonheur est écourté lorsque Mohamed perd son emploi et est contraint de travailler comme vendeur de tissus, sans le dire à sa femme. Certains voisins tentent alors d'amener Fatima à voir son mari travailler pour lui prouver qu'il a changé d'activité en secret. Les choses s'arrangent lorsque le motif de son licenciement disparaît et qu'il est réembauché, et tout semble aller pour le mieux pour le jeune couple. Le film brosse un tableau de la crise économique qui a ravagé l'Égypte dans les années 1930.

## Fiche technique
- Titre français : La Volonté[2]
- Titre original : العزيمة, Al-Azema[3],[4]
- Réalisation : Kamal Selim (ar)
- Scénario : Kamal Selim (ar), Badiea Khairy (ar)
- Photographie : Ferry Farkash
- Montage : Kamal Selim
- Musique : Abdel Hamid Abdel Rahman
- Décors : Wali El Din Sameh (ar)
- Production : Talaat Harb, Mohamed Gamal-Eddine Refaat
- Sociétés de production : Studios Misr
- Pays de production :  Royaume d'Égypte
- Langue originale : arabe
- Format : Noir et blanc - 1,37:1 - Son mono - 35 mm
- Genre : mélodrame musical
- Durée : 110 minutes
- Dates de sortie : 
  - Égypte : 1939

## Distribution
- Fatma Rochdi : Fatima
- Hussein Sedki : Mohamed
- Anwar Wagdi : Adly Nazih
- Zaki Rostom (ar) : Nazih Pacha
- Abbas Fares (ar) : Pacha, le gérant
- Abdelaziz Khalil : El Etre
- Mary Mounib : la mère de Fatima
- Hassan Kamel : le père de Fatima
- Thuraya Fakhry : le prère de Mohamed
- Abdel-Salam Al Naboulsi (ar) : l'ami d'Adly
- Hikmat Fahmy : Ferdoos
- Ali Tabanjat : Shabak
- Mukhtar Othman : Hag Rouhi
- Omar Wasfi : Ustaz Hanfy
- Amal Hussein
- Mukhtar Hussein
- Ahmed Choukri